# Бургдорф
Бургдорф (фр. Berthoud, итал. Burgdorf) је град у средишњој Швајцарској. Бургдорф је четврти по величини град у оквиру кантона Берн.

## Природне одлике
Бургдорф се налази у средишњем делу Швајцарске. Од најближег већег града, Берна град је удаљен 30 km североисточно.
Рељеф: Бургдорф се налази у ободном, источном делу плодне и густо насељене Швајцарске висоравни, на приближно 530 метара надморске висине. Овај, помало издвојени део висоравни назива се Ементал по реци Еме, која ту протиче. Непосредно јужно од града издижу се Бернски Алпи.
Клима: Клима у Бургдорфу је умерено континентална.
Воде: Кроз Бургдорф протиче река Еме. Она дели град на већи, западни и мањи, источни део.

## Историја
Подручје Бургдорфа је било насељено још у време праисторије и Старог Рима, али није имало велики значај.
Данашње насеље са датим називом први пут се спомиње 1175. године. Године 1384. град потпада под војводство Берн. Оно је господарило градом неколико следећих неколико векова и под утицајем Берна је уведена протестантска вера у 16. веку. 
Током 18. века Бургдорф се почиње развијати и јачати економски. Тада град добија одлике значајнијег насеља. После неколико бурних година под Наполеоном град се наставио развијати на свим пољима. Ово благостање града се задржало до дан-данас.

## Становништво
2008. године Бургдорф је имао преко 15.000 становника, што је дупло више него пре једног века. Од тога приближно 13,4% су страни држављани.
Језик: Швајцарски Немци чине традиционално становништво града и немачки језик је званични у граду и кантону. Међутим, градско становништво је током протеклих неколико деценија постало веома шаролико, па се на улицама Бургдорфа чују бројни други језици. Тако данас немачки говори 88,9% градског становништва, а прате га италијански (2,7%) и албански језик (1,5%).
Вероисповест: Месни Немци су у 16. веку прихватили протестантизам. Међутим, последњих деценија у граду се знатно повећао удео римокатолика. Данас су веома бројни протестанти (65%) и римокатолици (13%), а потом следе атеисти, муслимани, православци.

## Галерија слика
- Стари град и градска црква
- Главни трг Бургдорфа
- Музеј Франца Гертша
- Замак Бургдорф